# Kantongerecht Bolsward

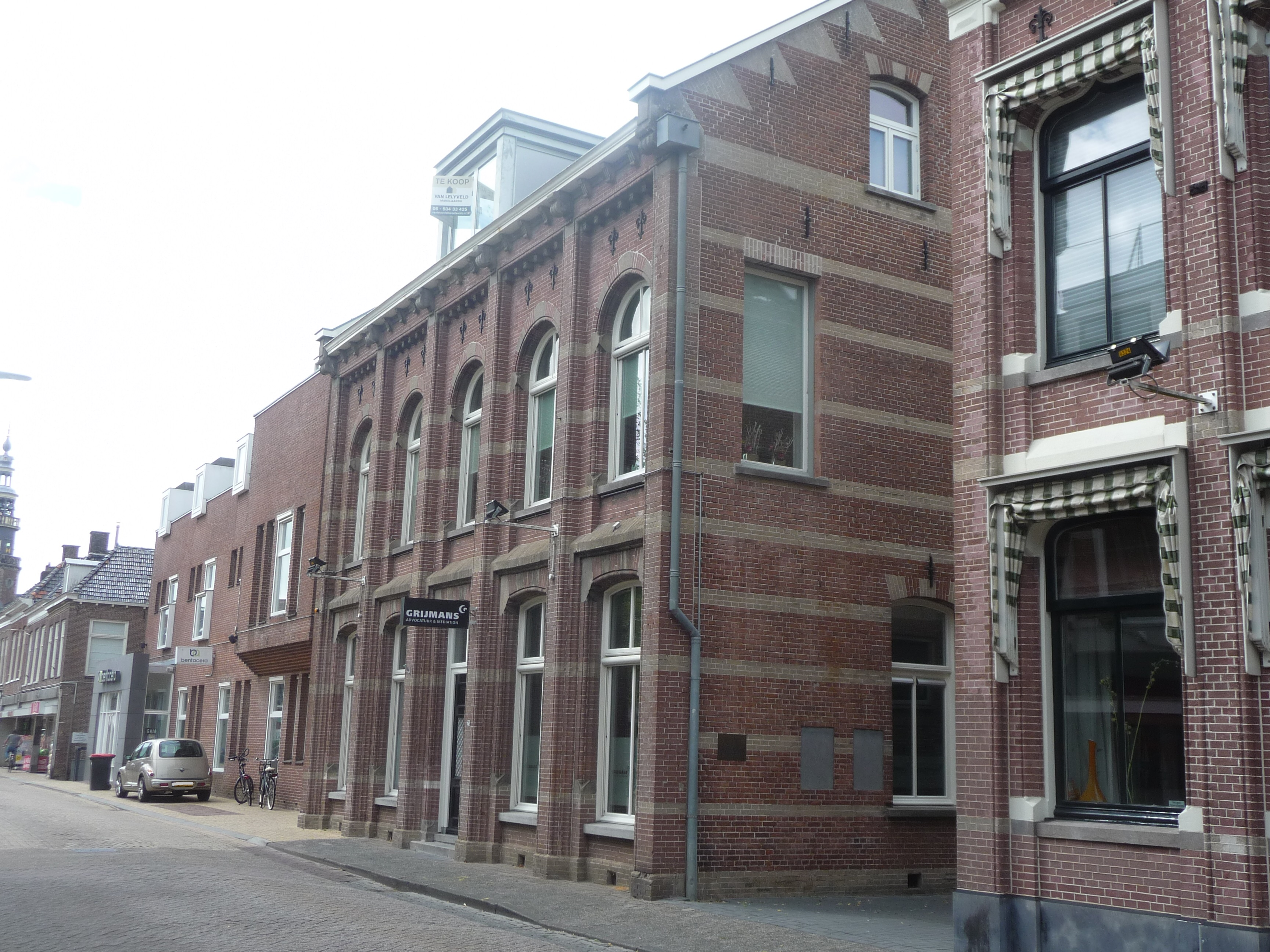
Jongemastraat 28 in 2022

Het kantongerecht Bolsward was van 1838 tot 1934 een van de kantongerechten in Nederland. Bij de oprichting was Bolsward het tweede kanton van het arrondissement Sneek. Het gerecht kreeg in 1882 een eigen gebouw aan de Jongemastraat, ontworpen naar het standaardontwerp van A.C. Pierson.

## Het kanton
Kantons werden in Nederland ingevoerd in de Franse tijd. In ieder kanton zetelde een vrederechter. In 1838 werd deze vervangen door de kantonrechter. Bij die operatie verminderde het aantal kantons aanzienlijk, maar voor Bolsward bleef het oude kanton vrijwel ongewijzigd. Het omvatte de stad Bolsward en de toenmalige gemeenten Wonseradeel en Hennaarderadeel. Het kanton maakte deel uit van het derde arrondissement van Friesland: het arrondissement Sneek. 
Bij de eerste grote herindeling van gerechtsgebieden in 1876-77 werd Sneek opgeheven en ging Bolsward deel uitmaken van de arrondissement Leeuwarden. Bij diezelfde operatie werd het kanton uitgebreid met de gemeenten die tot het opgeheven kanton Hindeloopen hadden behoord. Het kanton omvatte nu de gemeenten Bolsward, Wonseradeel, Hennaarderadeel, Workum, Hindeloopen, Stavoren en Hemelumer Oldeferd.
Bij de tweede grote herindeling in 1933 werd het kanton Bolsward opgeheven. Het werd in zijn geheel toegevoegd aan het kanton Sneek.